# Team RadioShack

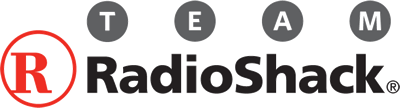

Team RadioShack fue un equipo ciclista estadounidense de categoría UCI ProTeam. Dirigido por Johan Bruyneel, en el equipo corrió entre otros Lance Armstrong.
Patrocinado por RadioShack, así como por varias empresas con una larga vinculación con Armstrong, y con el objetivo de impulsar también a Livestrong (la fundación creada por el propio Armstrong para la lucha contra el cáncer), se anunció su creación de cara a la temporada 2010 durante la disputa del Tour de Francia 2009 (en el que Armstrong, en las filas del Astana, finalizó tercero tras tres años retirado). Bruyneel y Armstrong reclutaron para su nuevo proyecto a gran parte de la plantilla del Astana.
El equipo tenía una estructura similar a la del desaparecido US Postal/Discovery Channel, siendo de hecho la propietaria la misma sociedad, CSE (Capital, Sport & Entertainment).
El equipo desapareció en 2011 tras anunciarse su integración en el Leopard-Trek. Según el acuerdo, el nuevo RadioShack correría con la licencia UCI de categoría ProTour de la sociedad luxemburguesa Leopard (propiedad de Flavio Becca, y con la que había corrido hasta entonces Leopard Trek), mientras que la gestión deportiva correspondería a Johan Bruyneel Sports Management (la empresa de Johan Bruyneel) y las labores de marketing a CSE (que desempeñaría esa labor desde Austin, Texas). El nuevo equipo fusionado se registró en la UCI utilizando la licencia de la sociedad Leopard S.A, aún vigente, con lo cual el equipo a pesar del nombre de RadioShack Leopard, era el sucesor del Leopard-Trek y no del Team RadioShack.

## Historia

### Origen y creación

#### 2009: implosión del Astana y segregación

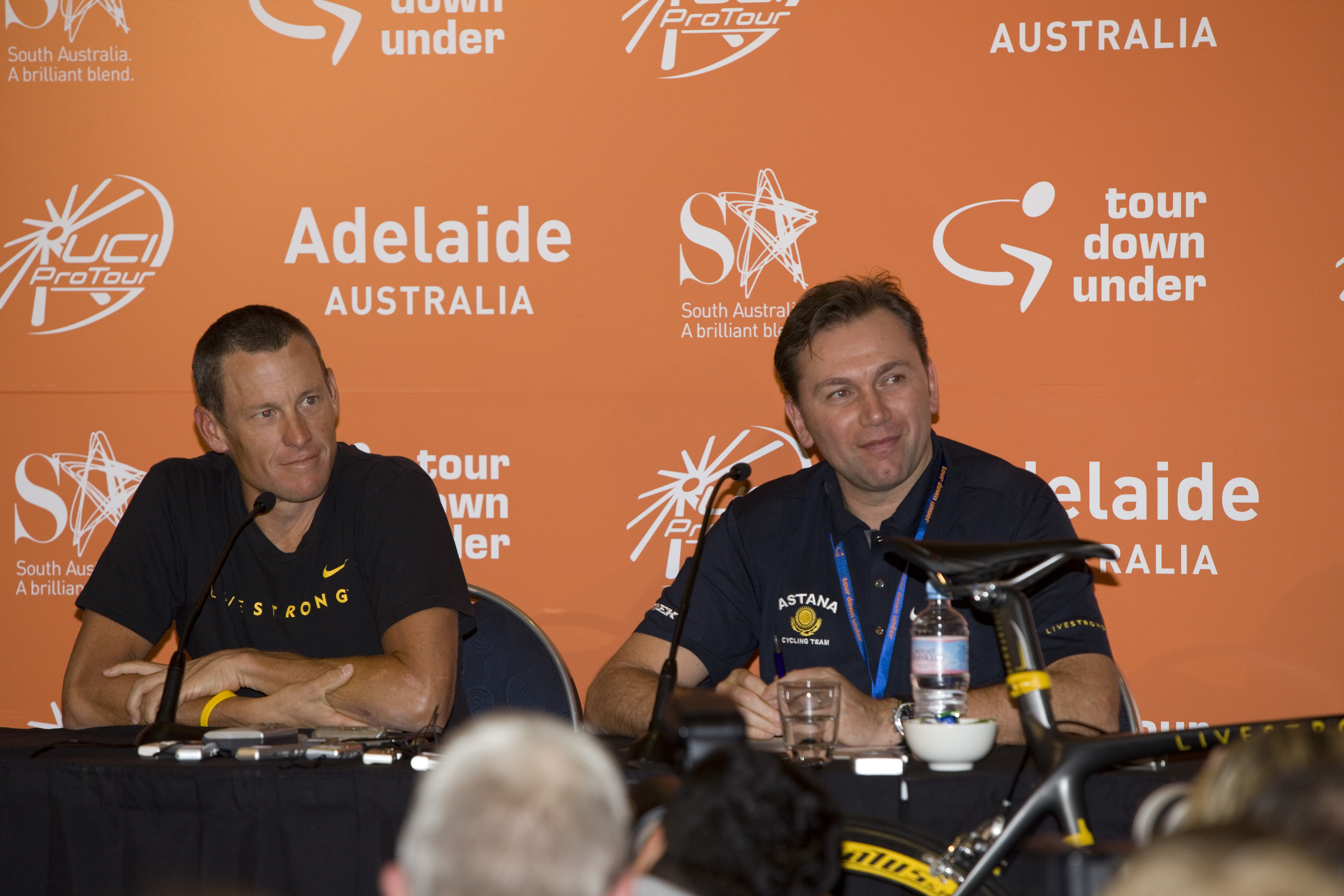
Lance Armstrong y Johan Bruyneel, en una rueda de prensa conjunta previa al Tour Down Under en enero del 2009.

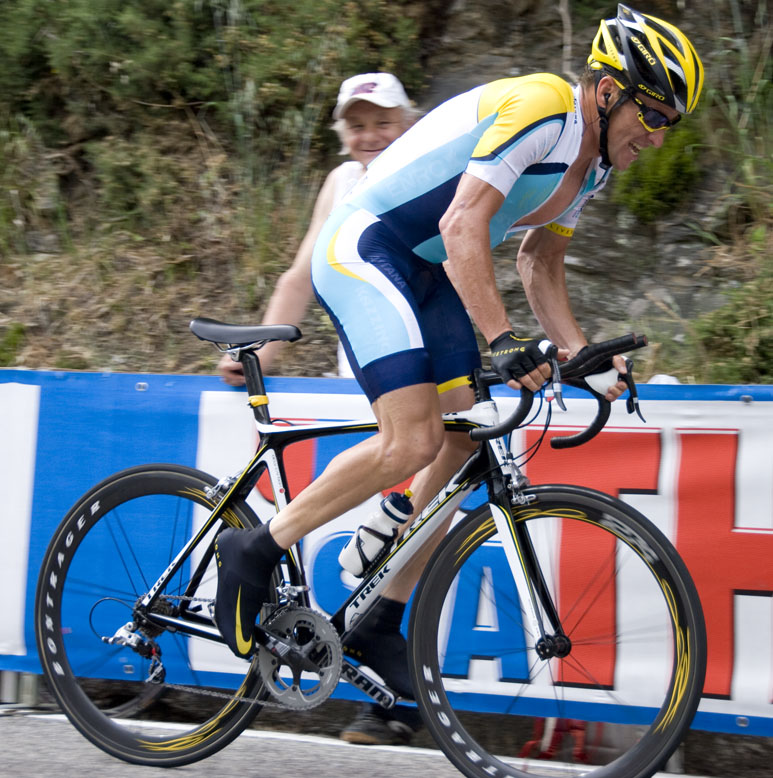
Lance Armstrong, en el Giro de Italia 2009 con la equipación sin el nombre Astana.

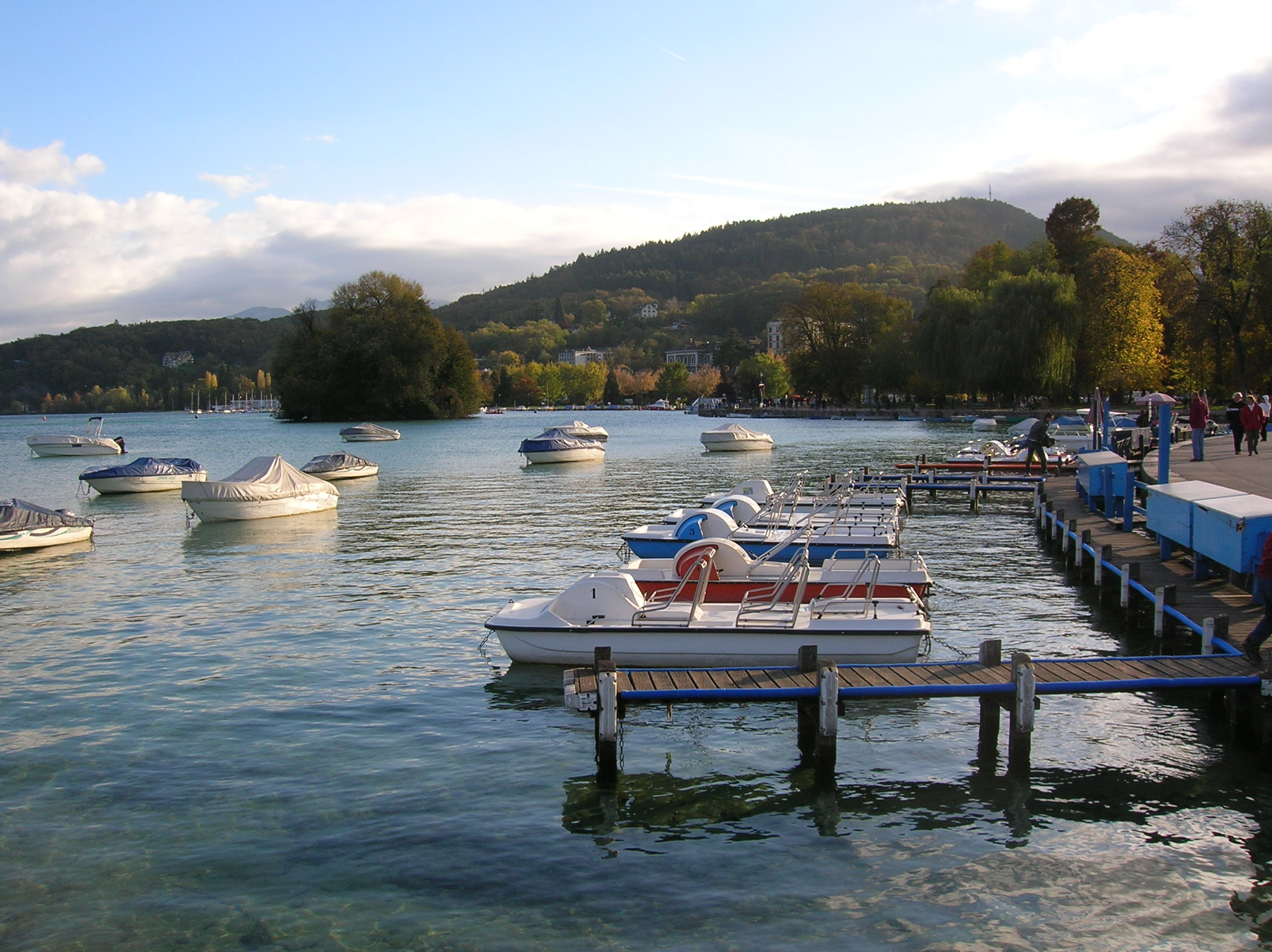
Vista del Lago de Annecy.

En 2009 se produjo el regreso al ciclismo de Lance Armstrong, en ese momento heptacampéon del Tour de Francia (1999-2005), después de tres años de retiro voluntario. Armstrong volvió en las filas del equipo Astana dirigido por Johan Bruyneel, amigo personal y a quien se sentía muy unido por haber sido su director en el US Postal/Discovery Channel durante sus siete triunfos consecutivos en la Grande Boucle tras haberse recuperado satisfactoriamente de un cáncer de testículo. El conjunto Astana contaba al regreso de Armstrong con Alberto Contador como jefe de filas, después de que el ciclista español hubiera ganado las tres grandes vueltas que había disputado en sus dos primeros años bajo la dirección de Bruyneel: un Tour de Francia, un Giro de Italia y una Vuelta a España.
La temporada del equipo estuvo marcada por diversas tensiones internas, como el impago a los ciclistas por parte de los patrocinadores kazajos que llevó a que los corredores lucieran un maillot sin el nombre Astana durante el Giro de Italia, a propuesta de Armstrong. De manera paralela, el kazajo (y en su momento artífice y jefe de filas del equipo) Alexander Vinokourov anunció su deseo de regresar al ciclismo una vez cumplida su sanción de dos años por dopaje (que concluiría a mediados de temporada, en julio); Bruyneel rechazó la incorporación al equipo de Vinokourov, lo que motivó un fuerte desencuentro entre el director belga y los propietarios kazajos (favorables al regreso de su compatriota en un equipo de marcado carácter nacional).
En el Tour de Francia el equipo fue protagonista: Alberto Contador ganó la general y subió con el maillot amarillo a lo alto del podio de los Campos Elíseos por segunda vez en su carrera, mientras que Armstrong fue tercero y la formación ganó la clasificación por equipos, así como tres victorias de etapa (incluyendo la contrarreloj por equipos de Montpellier). Sin embargo, la ronda gala fue escenario de desencuentros entre Contador y buena parte del equipo (Armstrong, Bruyneel y sus auxiliares), que desembocaron en el anuncio por parte de Armstrong de que crearía un nuevo equipo para 2010.
Finalmente dicho anuncio se produjo la tarde del 23 de julio, tras la disputa de la contrarreloj individual del Tour junto al Lago de Annecy (tres días antes de que terminara la carrera). Armstrong presentó ese día el nuevo proyecto, Team RadioShack (en honor al patrocinador, la cadena de tiendas de electrónica RadioShack), que tendría una organización similar a la del extinto US Postal/Discovery Channel (con la misma sociedad gestora, CSE o Capital, Sport & Entertainment) y estaría igualmente dirigido por el director belga Johan Bruyneel.
Tras el final de la ronda gala se fueron confirmando los ciclistas que integrarían junto a Armstrong la plantilla del nuevo equipo, incluyendo a Levi Leipheimer, Andreas Klöden, Yaroslav Popovych, Chris Horner, Sérgio Paulinho y Haimar Zubeldia, todos ellos procedentes del Astana.

### Dos temporadas en el pelotón

#### 2010

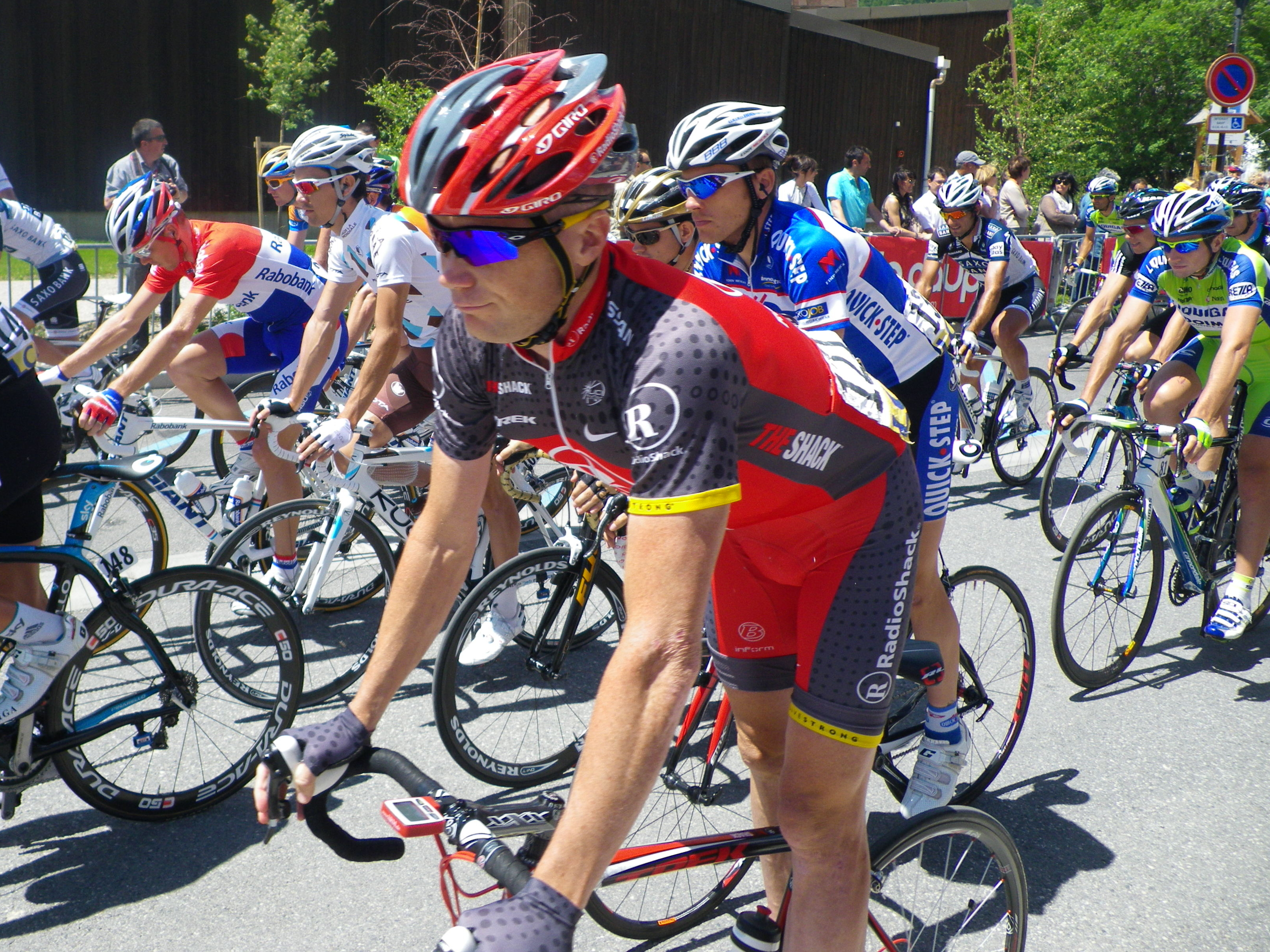
Chris Horner, ganador de la Vuelta al País Vasco.

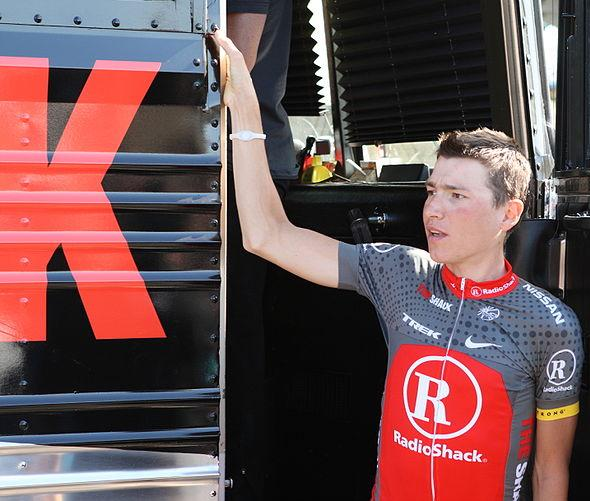
Janez Brajkovič, en California un mes antes de ganar la Dauphiné Libéré.

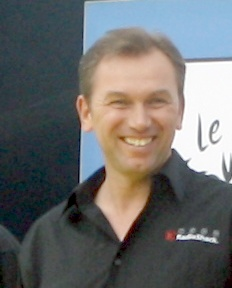
Johan Bruyneel, en la presentación del equipo en el Tour de Francia.

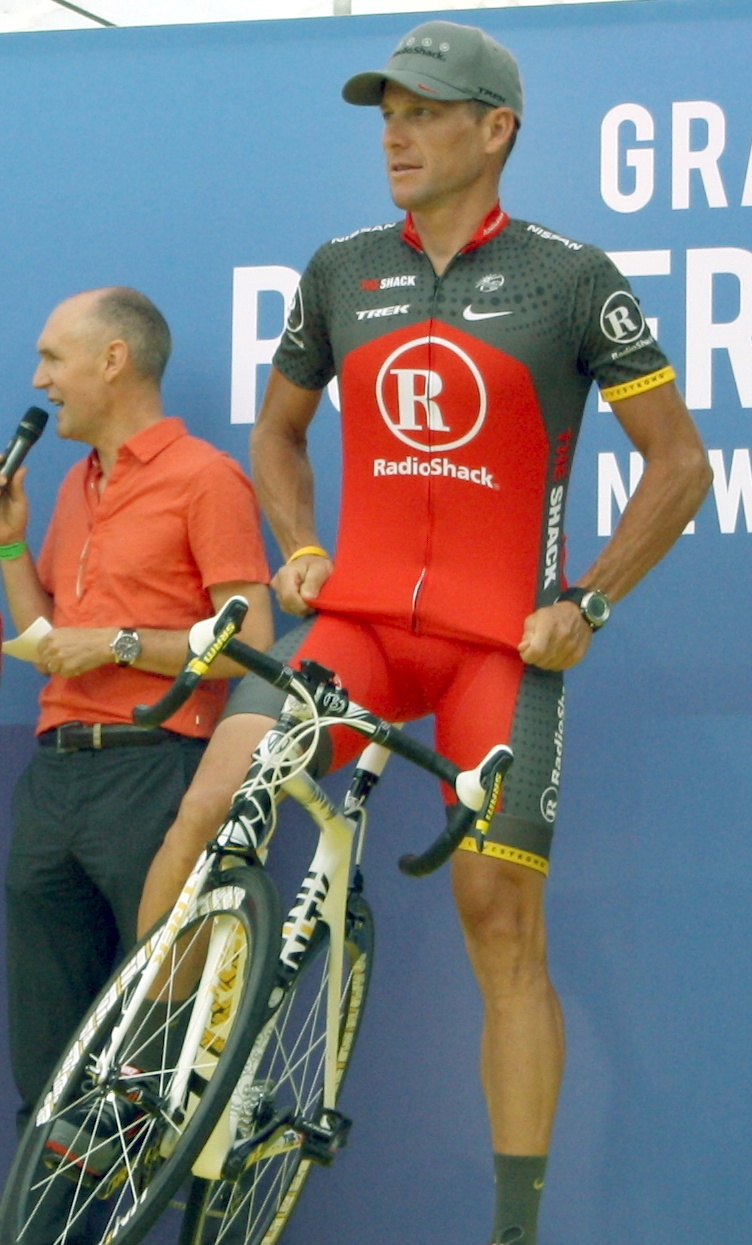
Armstrong, durante la presentación en Róterdam del que sería su último Tour.

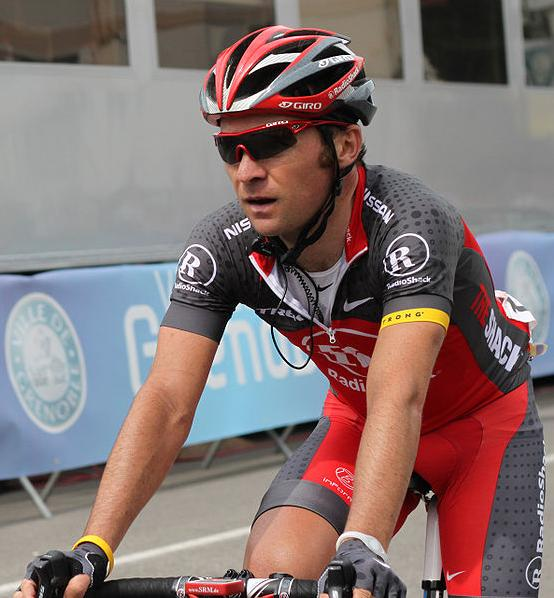
Sérgio Paulinho ganó una etapa en el Tour.

La preparación para la temporada 2010 empezó en diciembre de 2009 con la primera concentración del equipo en Tucson (Arizona, EE. UU.), aunque todavía con las equipaciones de sus respectivos equipos anteriores.
En abril el veterano de 38 años Chris Horner ganó la Vuelta al País Vasco tras imponerse también en la contrarreloj final de Orio, arrebatando en esa última jornada el liderato a Alejandro Valverde, quien posteriormente sería además excluido de todas las clasificaciones por su probada implicación en la Operación Puerto como cliente de la red de dopaje liderada por el doctor Eufemiano Fuentes). Horner se convirtió así en el primer estadounidense en ganar la ronda vasca, y también en el ganador más veterano.
El oregonés fue además el hombre más destacado del equipo en las clásicas de las Ardenas, acabando entre los diez primeros en las tres pruebas (10º en Cauberg, 7º en Huy y 7º en Lieja). En el Tour de Romandía la formación se adjudicó la clasificación por equipos, después de que Brajkovič y Tiago Machado fueran quinto y sexto respectivamente en la clasificación individual.
En junio el esloveno Janez Brajkovič ganó la general de la Dauphiné Libéré, donde tras imponerse en la tercera etapa (la contrarreloj larga, de 49 kilómetros) y colocarse como líder provisional, aguantó todos los ataques de Alberto Contador (Astana) en la penúltima etapa con final en Alpe d'Huez, así como sus problemas de alergia, para terminar siendo quien luciera el maillot amarillo en lo alto del podio final, por delante de Contador. Por otra parte, en la primera etapa de la carrera francesa sufrió una importante caída y se retiró Haimar Zubeldia, quien como consecuencia de la lesión (fractura del radio derecho) tuvo que renunciar a acudir al Tour de Francia, recayendo su plaza en el propio Brajkovič. En la otra ronda de una semana considerada como preparatoria para la Grande Boucle, la Vuelta a Suiza, el jefe de filas Lance Armstrong fue segundo en la general final a 12" del ganador Frank Schleck (Saxo Bank).
El 14 de junio se anunció que el equipo no había sido invitado por la organización de la Vuelta a España para participar en la edición de ese año a pesar de ser un equipo ProTour, al contrario que otros equipos de menor categoría (Continental Profesional) que sí fueron invitados. El director de la Vuelta, Javier Guillén, aseguró que la decisión de no invitar al equipo estadounidense se había tomado sobre la base de criterios deportivos, a pesar de que el equipo había asegurado que en caso de ser invitado incluiría en su lista para la carrera a corredores como Levi Leipheimer, Andreas Klöden, Janez Brajkovič o Haimar Zubeldia. La exclusión del RadioShack fue duramente criticada por el mánager general de la formación, Johan Bruyneel, quien dijo haberse quedado "sorprendido, perplejo y sin palabras" al conocer la noticia. Bruyneel llamó al propio Guillén para que le explicara ese hecho, y dijo que no podía creerse el argumento deportivo esgrimido por Guillén para no invitarles al considerar que entre quienes estaba dispuesto a llevar a disputar la Vuelta había cuatro ganadores potenciales de la ronda española. El director belga, residente en España, señaló que pensaba que era algo personal contra él, a la vez que aseguró que se tomaba como una misión personal defender los intereses de los equipos (los actores principales, según sus propias palabras) frente a los organizadores, para evitar situaciones como la vivida por el RadioShack.
En el Tour de Francia el equipo tuvo una actuación desigual. Así, los tres veteranos llamados a disputar los puestos de podio no lograron su objetivo, siendo entre ellos Levi Leipheimer el mejor clasificado en la general (13º, superado de hecho por un en principio gregario Horner, que fue 10º). Andreas Klöden tampoco pudo estar al nivel de otros años y terminó 14º. Lance Armstrong, por su parte, perdió muchos minutos en los Alpes, quedando sin opciones y siendo únicamente protagonista en carrera al formar parte de la escapada del día en una etapa pirenaica, finalizando sexto en el sprint del grupo de escapados que decidió la victoria de etapa en Pau. Sin embargo, la escuadra ganó la clasificación por equipos (con más de nueve minutos de ventaja respecto al segundo), por lo que Armstrong (quien había anunciado que ese era su último Tour) pudo despedirse de la Grande Boucle desde el podio de los Campos Elíseos de París junto a sus compañeros de equipo. Todos los corredores del RadioShack subieron a dicho podio con un maillot especial dedicado a difundir el mensaje de la fundación Livestrong contra el cáncer impulsada por el propio Armstrong, después de que la organización les hubiera impedido lucirla durante el transcurso de esa última etapa. El gregario Sergio Paulinho, por su parte, logró una victoria de etapa al imponerse al otro superviviente de la escapada en la meta de Gap.
Tras la disputa del Tour, el equipo dio entrada a tres stagiaires, dos de ellos procedentes de su filial Trek-Livestrong U23, incluido el prometedor estadounidense procedente del ciclismo en pista Taylor Phinney, vigente campeón del mundo en persecución y ganador ese mismo año de la París-Roubaix sub-23 (por segundo año consecutivo) y el Tour de Olympia (con la general y cuatro etapas). Phinney tuvo una actuación destacada en esa parte final de la temporada, destacando especialmente como contrarrelojista al proclamarse campeón nacional de contrarreloj, venciendo a Levi Leipheimer por diecinueve centésimas, e imponerse también en la primera jornada del Tour del Porvenir, disputada contra el crono. Posteriormente participó en el Mundial disputado en Geelong (Australia) con su selección nacional en las modalidades sub-23, subiendo al podio en ambas pruebas al proclamarse campeón del mundo sub-23 contrarreloj y tercero en la prueba en ruta sub-23. Para entonces ya se conocía sin embargo que se marcharía al BMC cuando finalizara la temporada, debido a que Bruyneel solo había podido ofrecerle un año de contrato al no tener asegurada la continuidad del equipo más allá de 2011 por parte de los patrocinadores.

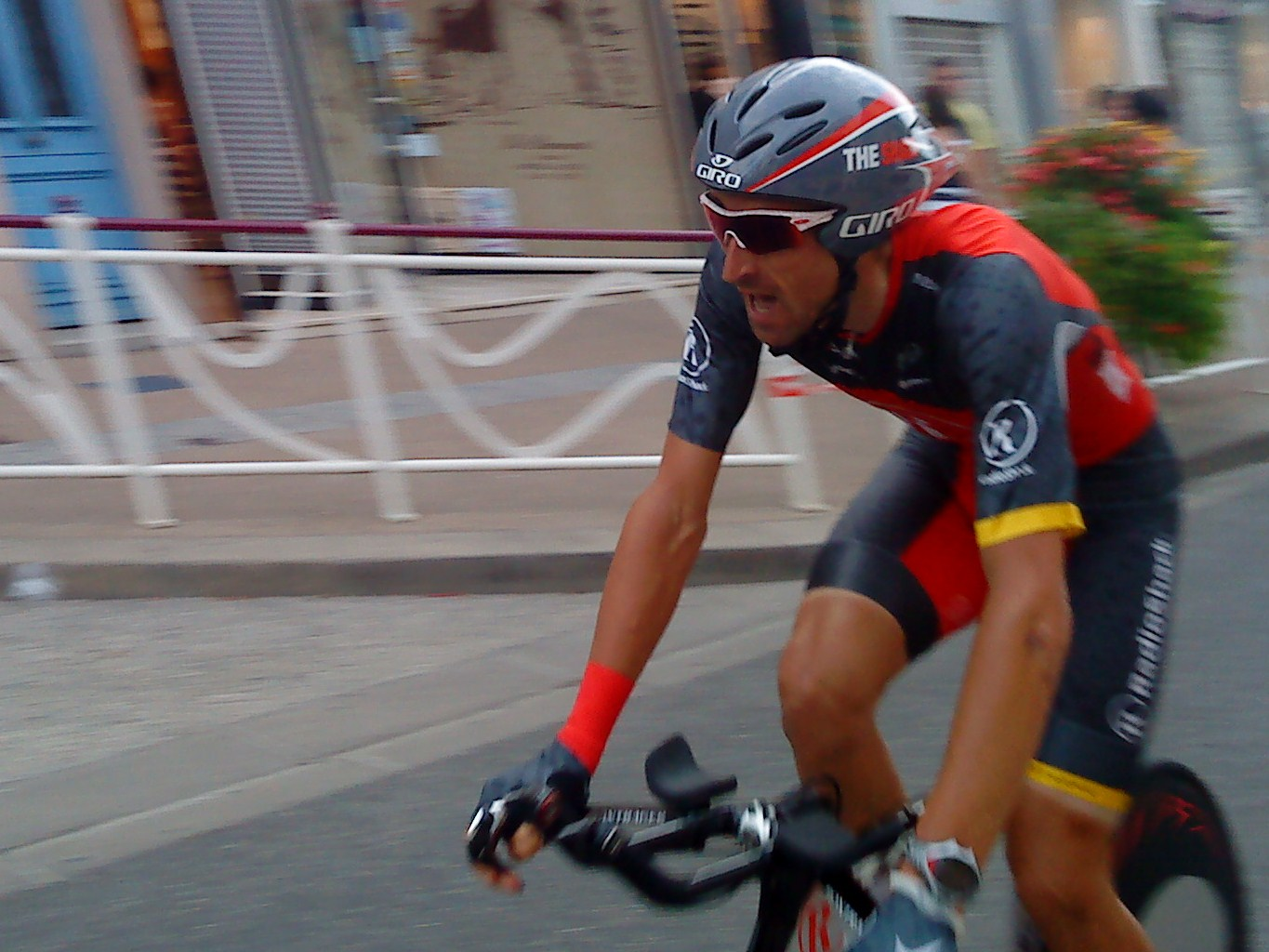
Haimar Zubeldia, en el prólogo del Tour de l'Ain.

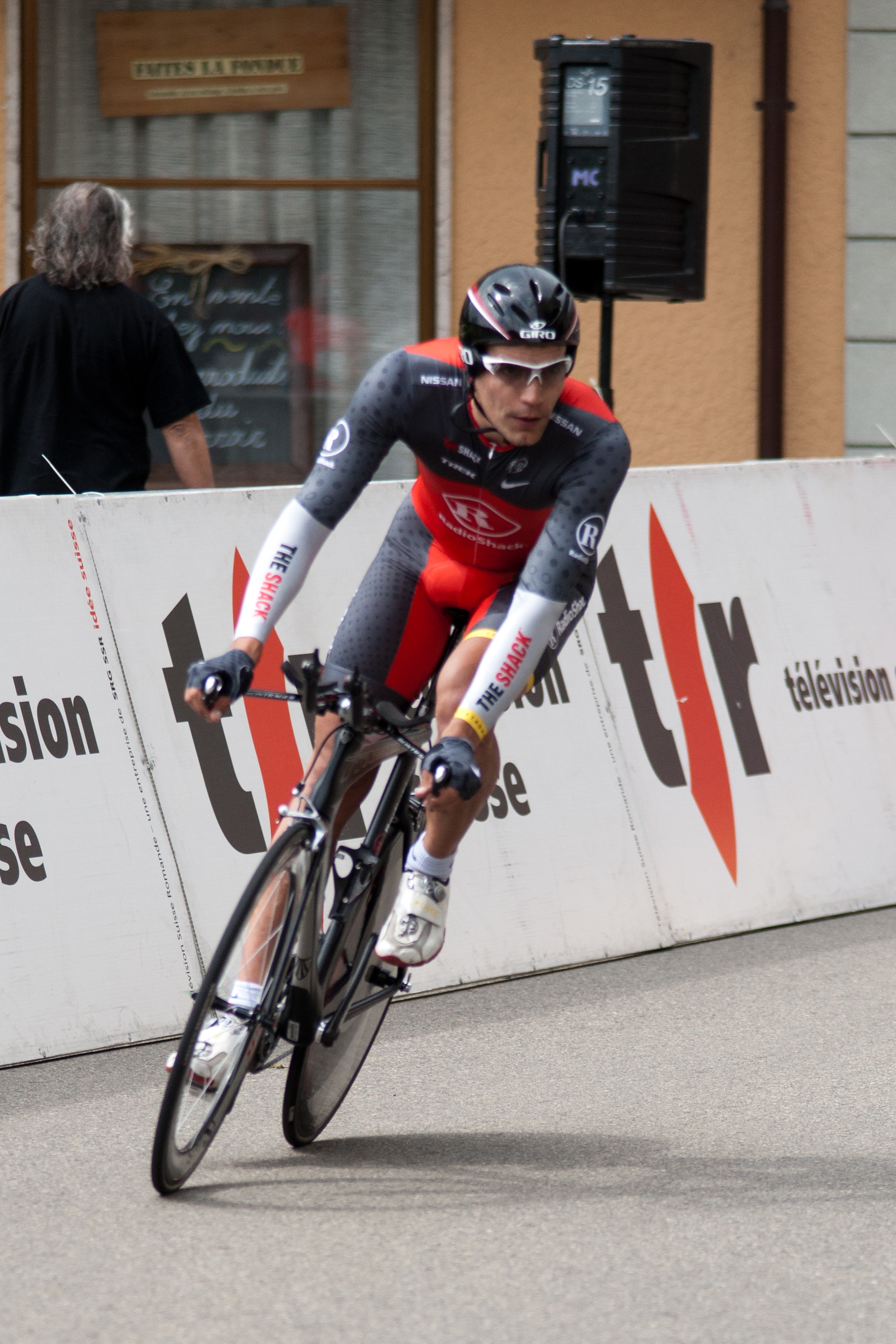
Gert Steegmans quiso volver al QuickStep tras una temporada decepcionante en las filas del RadioShack.

Haimar Zubeldia ganó el ]Tour de l'Ain]., tras imponerse en el prólogo y ceder primero y recuperar después su condición de líder de la general durante el resto de etapas. Se trataba de los primeros triunfos de Zubeldia en diez años, ya que no había logrado ampliar su palmarés desde la Euskal Bizikleta del año 2000, donde precisamente ganó también la general y una etapa contra el crono. Días antes ya había mostrado que regresaba en buenas condiciones tras el parón obligado de su lesión, al haber sido cuarto la Clásica de San Sebastián frente a ciclistas en forma recién llegados del Tour. El otro corredor vasco del equipo con pasado naranja, Markel Irizar, logró también un triunfo (su primero como profesional) al imponerse en una etapa del Tour de Poitou-Charentes. Sin embargo, Irizar no pudo conservar su liderato en la única etapa restante y finalizó quinto en la general, por detrás del propio Zubeldia, cuarto.
El equipo no fue invitado en un primer momento a participar en el Giro de Lombardía por la empresa organizadora RCS, ante lo que los responsables de la formación solicitaron al TAS que interviniera en el caso al considerar que los organizadores habían incumplido el acuerdo firmado en enero por ambas partes en el que se comprometían a invitar a la formación. Finalmente RCS invitó al equipo achacando lo ocurrido a que se había perdido la carta de invitación que habían redactado, aunque el hecho de que ya hubieran alcanzado el límite de equipos participantes (25) hizo que tuvieran que pedir a la UCI una autorización especial para poder incluir a RadioShack en la lista final de 26 equipos particpantes. En el monumento lombardo se retiró del ciclismo profesional el gregario José Luis Rubiera, quien había corrido las diez últimas temporadas de su carrera a las órdenes de Bruyneel y Armstrong.
A finales de año se produjo la marcha de Gert Steegmans tras apenas una temporada en la escuadra. En el momento de su fichaje Bruyneel había augurado que su compatriota lograría un mínimo de diez victorias en su primera temporada en la formación; sin embargo, tras caerse y fracturarse la clavícula en marzo, acabó la temporada sin victorias, con un tercer puesto en la París-Tours como mejor resultado. El ciclista belga quería volver al QuickStep, donde había logrado los mejores resultados de su carrera deportiva y cuyo director Patrick Lefevere estaría interesado en volver a tenerle bajo su mando. Un portavoz de RadioShack dijo que quien quisiera hacerse con Steegmans tendría que llegar a un acuerdo con ellos, ya que el corredor tenía firmado un año más de contrato; Lefevere respondió que no pagaría dinero alguno a cambio del corredor, quien pese a tener contrato en vigor con RadioShack acudió a Calpe (Alicante, España) para entrenar con el QuickStep. Finalmente Steegmans fue liberado de su contrato y fichó por el conjunto belga, donde tendría como jefes de filas a Tom Boonen y Sylvain Chavanel.

#### 2011

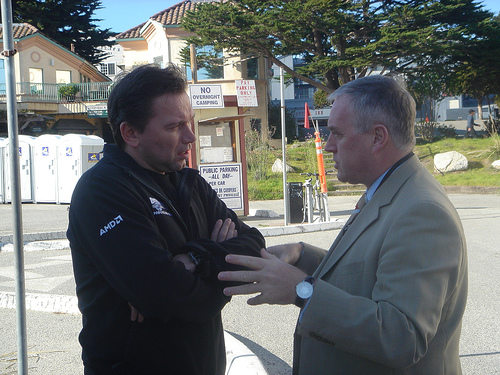
El presidente de la UCI, Pat McQuaid (dcha.), conversando en 2006 con el entonces director del Discovery Channel, Johan Bruyneel (izq.).

La principal incorporación para 2011 fue la de Robbie McEwen; el veterano velocista australiano llegó a las filas de RadioShack procedente del Pegasus Sports, el fallido proyecto de equipo ProTour australiano.
El inicio de temporada estuvo marcado por la sanción de dos meses de suspensión (febrero y marzo) impuesta por la UCI y ratificada por el TAS a su director principal Johan Bruyneel por la polémica del cambio de maillot en la última etapa del Tour de Francia del año anterior; la sanción incluía asimismo multas para Bruyneel (10.000 CHF), el director en carrera (5.000 CHF) y los corredores implicados en el suceso (2.500 CHF), dinero que la UCI entregaría posteriormente a una fundación suiza contra el cáncer. Durante el transcurso de su suspensión Bruyneel se sumó a los directores de otros equipos en sus críticas a la UCI y a su presidente Pat Mcquaid a propósito de la prohibición impuesta al uso del pinganillo en carreras de categoría Continental. Dicho enfrentamiento se extendió posteriormente a otras áreas de actuación de la UCI, dando pie a la posibilidad de que algunos equipos y directores crearan una nueva liga de ciclismo al margen del ente federativo; el propio Bruyneel sería uno de los principales impulsores de la iniciativa.

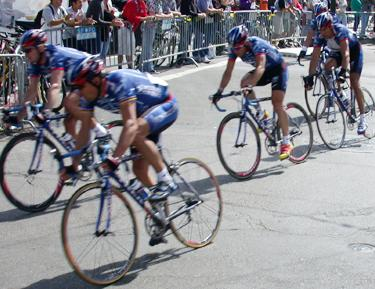
Lance Armstrong (centro), en el G. P. de San Francisco de 2002 con otros compañeros del US Postal de aquel año dirigido por Johan Bruyneel, incluidos sus entonces gregarios Floyd Landis (izq.) y Tyler Hamilton (en el extremo derecho).

Lance Armstrong se despidió como ciclista profesional en enero, siendo su última carrera el Tour Down Under disputado en Australia. La retirada del heptacampeón del Tour de Francia (1999-2005) y campeón del mundo en ruta (1994), fundador y copropietario de la escuadra, se produjo no obstante en el marco de una investigación federal estadounidense encabezada por el agente Jeff Novitzky (FDA) para aclarar si se había utilizado dinero del Servicio Postal de los Estados Unidos para financiar prácticas de dopaje en el seno del extinto equipo US Postal, germen del actual RadioShack y donde Armstrong y Bruyneel habían sido también, además de jefe de filas y director deportivo, copropietarios. Las sospechas sobre Armstrong existían desde años atrás dada su reconocida relación con el controvertido doctor Michele Ferrari y las declaraciones realizadas en su momento por el exciclista Frankie Andreu (que confesó voluntariamente sin haber dado positivo), pero se habían visto aumentadas por nuevas evidencias. Así, dos exgregarios que tras su marcha a otros equipos para ser líderes habían dadado positivo (Floyd Landis y Tyler Hamilton, ambos ya retirados) confesaron la existencia de un dopaje sistemático en la antigua estructura, además de afirmar que la UCI habría ocultado deliberadamente positivos de Armstrong. George Hincapie, otro exgregario y todavía en activo en las filas del BMC, habría asimismo corroborado a los investigadores el dopaje sistemático al que se sometían los ciclistas de la formación, según la cadena CBS.
Andreas Klöden ganó la montañosa quinta etapa de la París-Niza imponiéndose en el sprint del grupo cabecero de ocho unidades, en una victoria atípica para sus características que cerraba una sequía de dos años sin ganar (seis desde su último triunfo en línea), y que le sirvió además para convertirse en el líder provisional de la carrera. Tras verse superado en la contrarreloj por Tony Martin (HTC-Highroad), Klöden concluyó segundo en la general por detrás del germano, subiendo así al podio final de Niza.
Manuel Antonio Cardoso lograría poco después, al sprint, una victoria de etapa en la Volta a Cataluña; El jefe de filas Levi Leipheimer no pudo tomar la salida en la última etapa de la Volta por problemas intestinales, perdiendo así la segunda posición que ocupaba en la general. La escuadra se impuso en la clasificación por equipos tanto en la ronda maralpina como en la catalana.

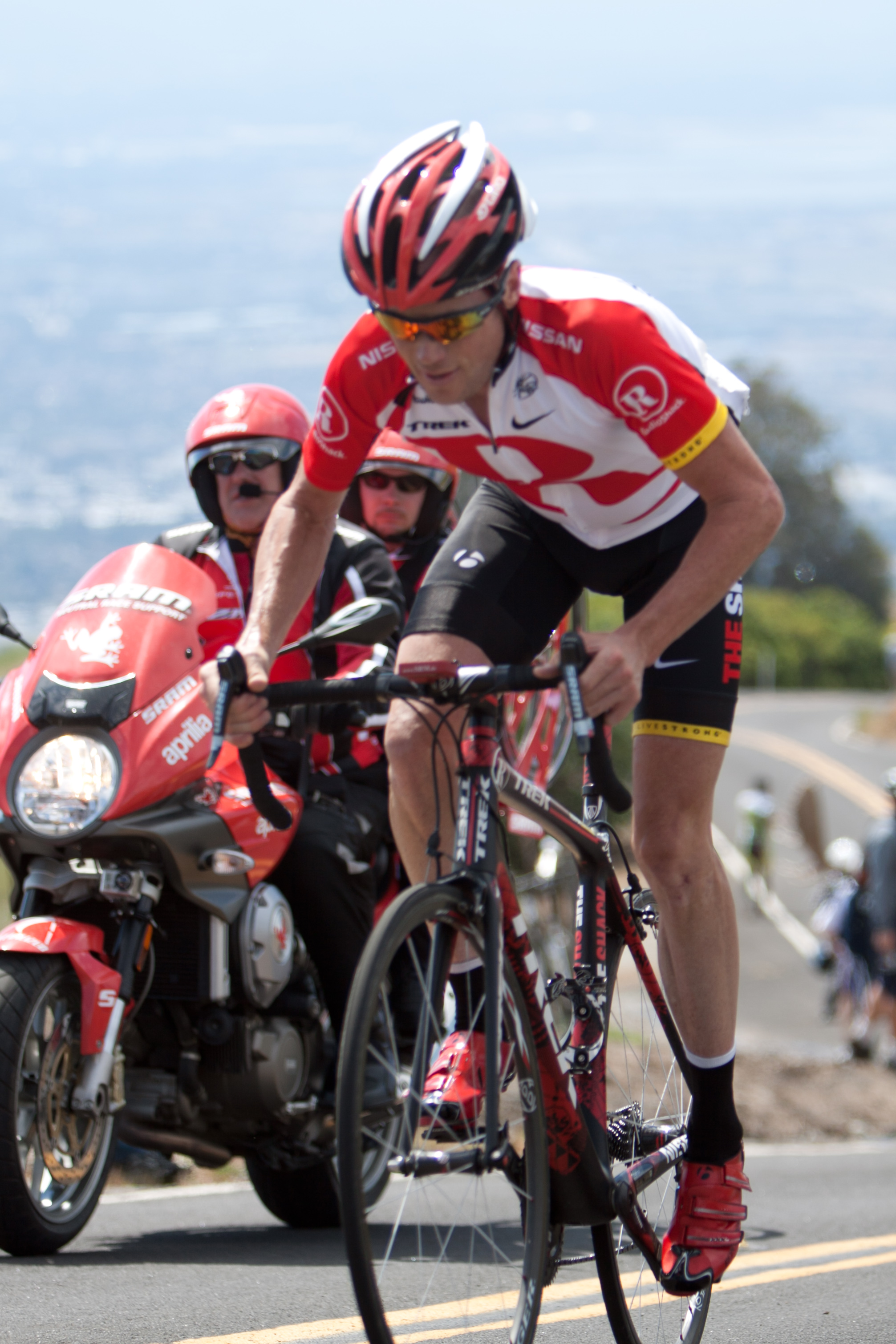
Chris Horner, durante su ascensión a Sierra Road en el Tour de California.

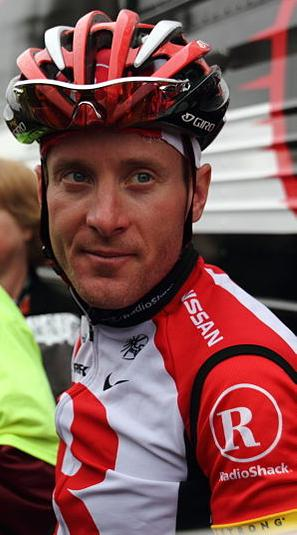
Levi Leipheimer, en California antes de ganar la Vuelta a Suiza.

El gran momento de Klöden llegaría no obstante en la Vuelta al País Vasco, donde además de la general (por segunda vez en su carrera, once años después de la primera) ganó también el maillot de la regularidad; tras ser uno de los tres ciclistas igualados a tiempos en cabeza de la clasificación al término de las cinco etapas en ruta, se impuso con superioridad gracias a su segundo puesto en la decisiva contrarreloj final de Zalla. El equipo completó el doblete con Chris Horner, ganador un año antes y que tras sacrificarse por Klöden en la etapa reina de Arrate terminó segundo en la general.
El equipo logró otro doblete en el Tour de California, con Horner como ganador final y Leipheimer como segundo clasificado; además, ambos se hicieron con las dos etapas con final en alto, en la que era la primera edición de la carrera californiana en incluir ese tipo de finales. Horner se impuso en Sierra Road con una ascensión final en la que alcanzó una VAM de 2015 Vm/h, aventajando en más de un minuto al resto de participantes (entre los que se encontraban escaladores como Andy Schleck) y aupándose al liderato, que conservaría hasta el final de la carrera. Leipheimer, por su parte, ganó en Mount Baldy al llegar a meta acompañado de su compañero y líder de la general. Su triunfo en el sur de California donde se había formado como ciclista llevó a Horner a autopostularse como candidato al podio en el Tour, cita en la que según desveló tendría libertad en carrera para actuar según estimara oportuno.
La formación acudió al Giro de Italia con Tiago Machado como jefe de filas; el portugués llegaba reforzado después de haber sido segundo en el preparatorio Giro del Trentino, a 7" del ganador Michele Scarponi. Machado, uno de los perjudicados por la etapa del sterrato camino a Orvieto en la primera semana del Giro, fue perdiendo tiempo en las sucesivas etapas de montaña (incluyendo las jornadas decisivas en Dolomitas y Alpes) y terminó siendo vigésimo en la general. El equipo no logró victorias de etapa, siendo su mejor resultado el segundo puesto de la contrarreloj por equipos inaugural de Turín; una de sus bazas para lograr triunfos parciales, McEwen, quedó excluido de la carrera en la etapa siciliana con doble ascensión al Etna al llegar fuera de control. El ucraniano Yaroslav Popovych estuvo escapado en varias etapas, y aunque no logró ninguna victoria fue calificado como el hombre más combativo de la carrera. Se dio la circunstancia de que durante la disputa del Giro el diario L'Equipe publicó una lista que había elaborado la UCI de cara al Tour de Francia 2010, en la que la institución puntuaba (de 1 a 10) a los ciclistas participantes según el grado de sospecha sobre su posible dopaje sobre la base de los datos recabados en el pasaporte biológico; Popovych tenía la máxima puntuación (10, máxima sospecha).
En junio Levi Leipheimer ganó la Vuelta a Suiza, aventajando a Damiano Cunego en 4". El estadounidense aguantó en las etapas de montaña y llegó a la novena y última etapa situado como cuarto en la general, a 1'59" del líder Cunego. Ya en dicha contrarreloj final hizo valer sus dotes de contrarrelojista para arrebatar al italiano el liderato por cuatro segundos y subir a lo alto del podio de la ronda helvética, considerada como la cuarta grande del calendario (tras el Tour, el Giro y la Vuelta, todas ellas de tres semanas) y que fue calificada por el propio ciclista californiano como el triunfo más importante de su carrera hasta ese momento. Pese a no hacerse con la victoria de etapa, que fue para el contrarrelojista local Fabian Cancellara, el RadioShack metió a tres ciclistas entre los cuatro primeros de esa crono de Schaffhausen (Klöden, el propio Leipheimer y Oliveira). En la otra vuelta por etapas de una semana considerada preparatoria para el Tour, el Critérium del Dauphiné, Janez Brajkovič no pudo revalidar su triunfo del año anterior y finalizó noveno en la general, a más de cuatro minutos del ganador y a más de dos minutos y medio del podio.
A finales del mes de junio los responsables de la escuadra culminaron sus negociaciones con RadioShack, Trek y Nissan para renovar por dos temporadas sus respectivos acuerdos de patrocinio, que concluían a finales de año, garantizando así la continuidad tanto del primer equipo como de su filial hasta la conclusión del 2013.
El equipo se presentaba al Tour de Francia con hasta cuatro hombres para disputar la general: Klöden, Leipheimer, Horner y Brajkovič. Sin embargo, el conjunto estadounidense vio cómo las numerosas caídas de la primera semana dejaban comprometida su participación, con cuatro abandonos (incluidos Brajkovič, Horner y Klöden, así como Popovych) más un Leipheimer que con mucho tiempo perdido por ese mismo motivo había quedado ya descartado para la general. Finalmente su mejor clasificado fue Haimar Zubeldia, que había acudido como gregario, y concluyó 16º (a 26'23" del ganador Cadel Evans). El guipuzcoano fue seis días más tarde séptimo en la Clásica de San Sebastián, donde lo intentó sin éxito en los kilómetros finales, en una prueba dominada por el enrachado clasicómano belga Philippe Gilbert.
El escaso rendimiento deportivo mostrado en la Grande Boucle se vio plasmado en que fue el equipo que menos dinero obtuvo en concepto de premios durante la ronda gala. Las secuelas del Tour continuaron una vez finalizado este, dado que a Chris Horner, que se encontraba convaleciente de sus múltiples lesiones (fracturas nasal y costal, conmoción cerebral y hematomas en pierna y tobillo), le fue diagnosticado un tromboembolismo pulmonar. La formación volvió a la senda de la victoria a mediados de agosto con el triunfo del neozelandés Jesse Sergent en la contrarreloj del Eneco Tour, favorecido por las condiciones meteorológicas. Ese mismo mes Leipheimer se impuso en sendas carreras estadounidenses del circuito continental americano: el Tour de Utah, en cuyo podio final estuvo acompañado por su compañero y tercer clasificado Brajkovič, y el Quiznos Challenge disputado en Colorado.
La escuadra acudió a su debut en la Vuelta a España encabezado por Klöden y Brajkovič, una vez recuperados de sus respectivas dolencias. Klöden, que ya había advertido de que a pesar de encontrarse mejor no estaba totalmente recuperado, quedó ya descartado tras la cuarta jornada en Sierra Nevada al haber perdido más de media hora en la clasificación general; se retiró mediada la carrera, camino a Ponferrada. Un día después quedó sin opciones su hasta entonces mejor clasificado, Zubeldia, al sufrir un pinchazo que le rezagó del grupo de favoritos e hizo que llegara a la cima de La Farrapona con más de 20 minutos perdidos respecto al nuevo líder de la Vuelta. La formación perdió también en esas jornadas montañosas asturianas sus opciones de hacerse con la clasificación por equipos, y en las sucesivas etapas sus corredores tampoco pudieron lograr una victoria de etapa mediante fugas. A la llegada de la carrera a Madrid, su mejor clasificado en la general final fue Brajkovič, 21.º y a más de veinte minutos del ganador.
Ya en las últimas carreras del equipo, los resultados más destacados fueron el quinto puesto de Leipheimer en el G. P. de Montreal y el maillot al mejor joven para Benjamin King en el Tour de Pekín. La escuadra se despidió del pelotón con su participación en el Giro de Lombardía, el monumento conocido como "la clásica de las hojas muertas" con que se cerraba la temporada.

### Integración con Leopard Trek: RadioShack-Nissan

#### Cronología y términos del acuerdo
A lo largo del mes de agosto de 2011 surgieron informaciones de una posible fusión entre el RadioShack y el Leopard Trek. El equipo luxemburgués, también ProTour, contaba con destacados ciclistas como los hermanos Andy y Fränk Schleck o Fabian Cancellara; no obstante, a pesar de ello no había podido reunir durante su primera temporada el patrocinio de grandes empresas, lo que obligaba a Flavio Becca (propietario del equipo a través de su sociedad Leopard S. A.) a sufragar los gastos de la formación con dinero de su fortuna personal.
Ante la publicación en L'Equipe de que la fusión entre RadioShack y Leopard Trek era inminente, y de que llevaría consigo la salida de la escuadra luxemburguesa de su hasta entonces mánager general Brian Nygaard, el portavoz del Leopard Trek Tim Vanderjeugde negó rotundamente esa posibilidad, que calificó de un simple rumor del que los responsables del equipo no tenían noticia. Sin embargo, las informaciones al respecto no disminuyeron y los medios pasaron a dar por prácticamente hecha la fusión, a falta únicamente de la confirmación oficial.
Finalmente, el 5 de septiembre el equipo Leopard Trek emitió un comunicado oficial en el que informaba de que para 2012 pasaría a llamarse RadioShack-Nissan-Trek. De esa manera, Trek (que ya patrocinaba a ambos equipos) seguiría siendo parte del proyecto, a la par que se incorporaban como patrocinadores RadioShack y Nissan (hasta entonces en el Team RadioShack, y que habían renovado para 2012 y 2013). La formación resultante, que seguiría difundiendo el mensaje de la fundación Livestrong, tendría a Johan Bruyneel como mánager general. El técnico belga dijo que el objetivo del equipo sería ganar tanto en las clásicas como en las grandes vueltas.
Según el acuerdo, el RadioShack-Nissan-Trek correría con la licencia UCI de categoría ProTour de la sociedad luxemburguesa Leopard S. A. (propiedad de Flavio Becca) con la que había corrido hasta entonces Leopard Trek, mientras que la gestión deportiva correspondería a Johan Bruyneel Sports Management (la empresa de Johan Bruyneel) y las labores de marketing a CSE (que desempeñaría esa labor desde Austin, Texas). Esa operación supuso la salida de la sociedad CSE del ciclismo en su papel como propietaria de una escuadra de primer nivel.
Becca explicó que la insatisfacción por los resultados cosechados por el Leopard-Trek en 2011 fue el motivo que desencadenó la operación, que contaba con el apoyo de los hermanos Schleck, y mostró su satisfacción por la llegada de Bruyneel como el nuevo patrón de la formación. El propietario de la sociedad Leopard aseguró asimismo que el hasta entonces mánager general del Leopard Trek, Brian Nygaard, saldría del equipo con carácter inmediato; esa circunstancia se materializó un día después con un comunicado oficial de la escuadra. Nygaard explicó que si bien Becca le había ofrecido desempeñar otro cargo en la estructura resultante, su salida fue prácticamente un despido. El hasta entonces director deportivo principal del Leopard-Trek, Kim Andersen, no fue informado de la llegada de Bruyneel y sus colaboradores como nuevos responsables deportivos, enterándose de esa circunstancia a través de una cadena de televisión; a pesar de ello, Becca dijo que seguía contando con Andersen para su proyecto, si bien con sus funciones reducidas. La división luxemburguesa de la compañía automovilística Mercedes-Benz, patrocinadora del Leopard tras haber firmado meses antes un contrato de larga duración, tampoco fue informada del proceso de integración, que en su caso suponía además su salida del equipo por la llegada de su competidora Nissan.
Aunque la escuadra había anunciado que se llamaría RadioShack-Nissan-Trek y se refería a sí misma de este modo, la UCI hizo cumplir la normativa vigente (que no permitía la presencia de más de dos patrocinadores en el nombre de un equipo) y la denominación oficial con que se inscribió y reconoció a la escuadra fue RadioShack-Nissan. Pese a la llegada de estos patrocinadores de la mano de Bruyneel y sus colaboradores, la similitud del nuevo maillot con el que había tenido hasta entonces Leopard Trek indicaba que Flavio Becca seguiría aportando una parte considerable del presupuesto del equipo luxemburgués.

#### Reajuste de la plantilla: bajas e integración
La suma de los corredores del RadioShack y el Leopard Trek con contrato en vigor para 2012 era de 44 ciclistas, por encima del máximo autorizado por la UCI (28 ciclistas, con posibilidad de dos más en caso de que fueran neoprofesionales), lo que obligaría a la resultante formación a realizar un reajuste en su plantilla. Flavio Becca, en su alegato de que la escuadra tendría su base en la plantilla del Leopard Trek, dio por hecho que los 20 ciclistas del equipo luxemburgués con contrato en vigor se integrarían en el proyecto.
A la necesidad de rescindir contratos ya comprometidos por RadioShack para futuros años por no haber fichas suficientes para todos en la nueva escuadra se sumó la no renovación de ciclistas ligados durante años a los equipos dirigidos por Johan Bruyneel. Tal fue el caso de dos de sus hasta entonces líderes, que pasaron a otras escuadras como jefes de filas: Levi Leipheimer fichó por el Omega Pharma-QuickStep poniendo fin a una relación de doce temporadas con el técnico belga, mientras que Janez Brajkovič hizo lo propio con el Astana después de haber corrido durante siete años bajo sus órdenes. También cambió de aires el gregario Sérgio Paulinho, tras cinco temporadas con Bruyneel.
Finalmente trece ciclistas del extinto equipo estadounidense pasaron al RadioShack-Nissan (incluidos Klöden, Horner, Machado, Zubeldia y Popovych), idéntico número que el de los corredores de la escuadra luxemburguesa que continuaron en plantilla (incluidos los hermanos Andy y Fränk Schleck, Cancellara, Zaugg, Fuglsang y Monfort). A ellos se sumaron cuatro fichajes, como el de Jan Bakelants. El acuerdo de integración dio como resultado una de las plantillas a priori más potentes del pelotón e hizo que algunos rivales se mostraran preocupados por su potencial de cara a la inminente temporada 2012.

## Corredor mejor clasificado en las Grandes Vueltas
| Año  | Giro de Italia     | Tour de Francia      | Vuelta a España      |
| ---- | ------------------ | -------------------- | -------------------- |
| 2010 | -                  | 9.º Chris Horner     | -                    |
| 2011 | 19.º Tiago Machado | 15.º Haimar Zubeldia | 22.º Janez Brajkovič |

## Equipo filial
La formación contaba con un equipo filial, el Trek Livestrong U23 de categoría Continental (tercera división del ciclismo), que al igual que el primer equipo era propiedad de la sociedad CSE.
La escuadra, que debutó en 2009 (un año antes que RadioShack), contaba con el patrocinio del fabricante de bicicletas Trek (socio habitual de Lance Armstrong y Johan Bruyneel) y Livestrong (fundación contra el cáncer de Armstrong). Su director era Axel Merckx, exciclista e hijo del gran Eddy Merckx. y la función del equipo era 
El equipo siguió existiendo tras la integración del RadioShack con el Leopard Trek luxemburgués para formar el RadioShack-Nissan. Sin embargo, esta estructura se dotó de su propio equipo filial, el Leopard-Trek (también de categoría Continental) financiado al igual que el primer equipo por Flavio Becca a través de su empresa Leopard.

## Organigrama

### CSE, propietaria y gestora
La escuadra y su licencia UCI eran propiedad de CSE (Capital, Sport & Entertainment), una sociedad creada en 1998. El equipo contaba con una estructura similar a la del desaparecido US Postal/Discovery Channel, de la que CSE había sido copropietaria junto a Tailwind Sports.
La empresa CSE pertenece a varios socios, incluidos Lance Armstrong, Bill Stapleton (su agente desde 1995), Johan Bruyneel (su director deportivo desde 1998) y Bart Knaggs (socio desde 2001). La labor ejecutiva en lo relativo al funcionamiento de la sociedad es desempeñada principalmente por Stapleton y Knaggs.

### Dirección deportiva

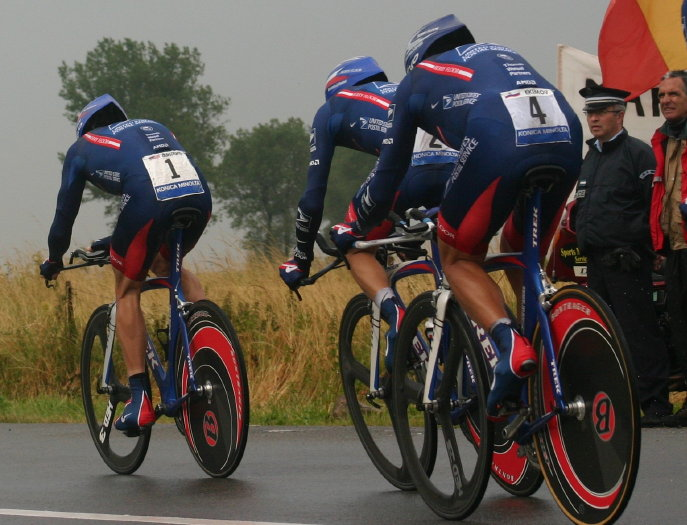
Ekimov y Azevedo, tras su jefe de filas Armstrong camino a la victoria del US Postal dirigido por Bruyneel en la CRE del Tour de Francia 2004.

El principal responsable de la formación fue el mánager general Johan Bruyneel, un exciclista belga que con anterioridad había dirigido los equipos ciclistas US Postal/Discovery Channel (1998-2007) y Astana (2008-2009) convirtiéndose en el director más exitoso de la historia del ciclismo: 9 Tours de Francia (récord de siete consecutivos con Lance Armstrong, formándose una relación especial entre ambos al producirse después de superar el texano un cáncer, y dos con Alberto Contador), 2 Giros de Italia (con Paolo Savoldelli y Contador) y 2 Vueltas a España (con Roberto Heras y Contador).
En la faceta deportiva, Bruyneel estuvo acompañado por otros directores: su colaborador habitual Dirk Demol (juntos desde 2000), Alain Gallopin, y dos exciclistas de sus equipos (y exgregarios de Armstrong) como Viatcheslav Ekimov y José Azevedo.

### Servicios médicos
El jefe médico del equipo era Kepa Zelaia, relacionado con Johan Bruyneel y Lance Armstrong desde el principio de la exitosa relación entre ambos a finales de la década de 1990.
La formación contaba asimismo con el fisiólogo Allen Lim.

## Patrocinio

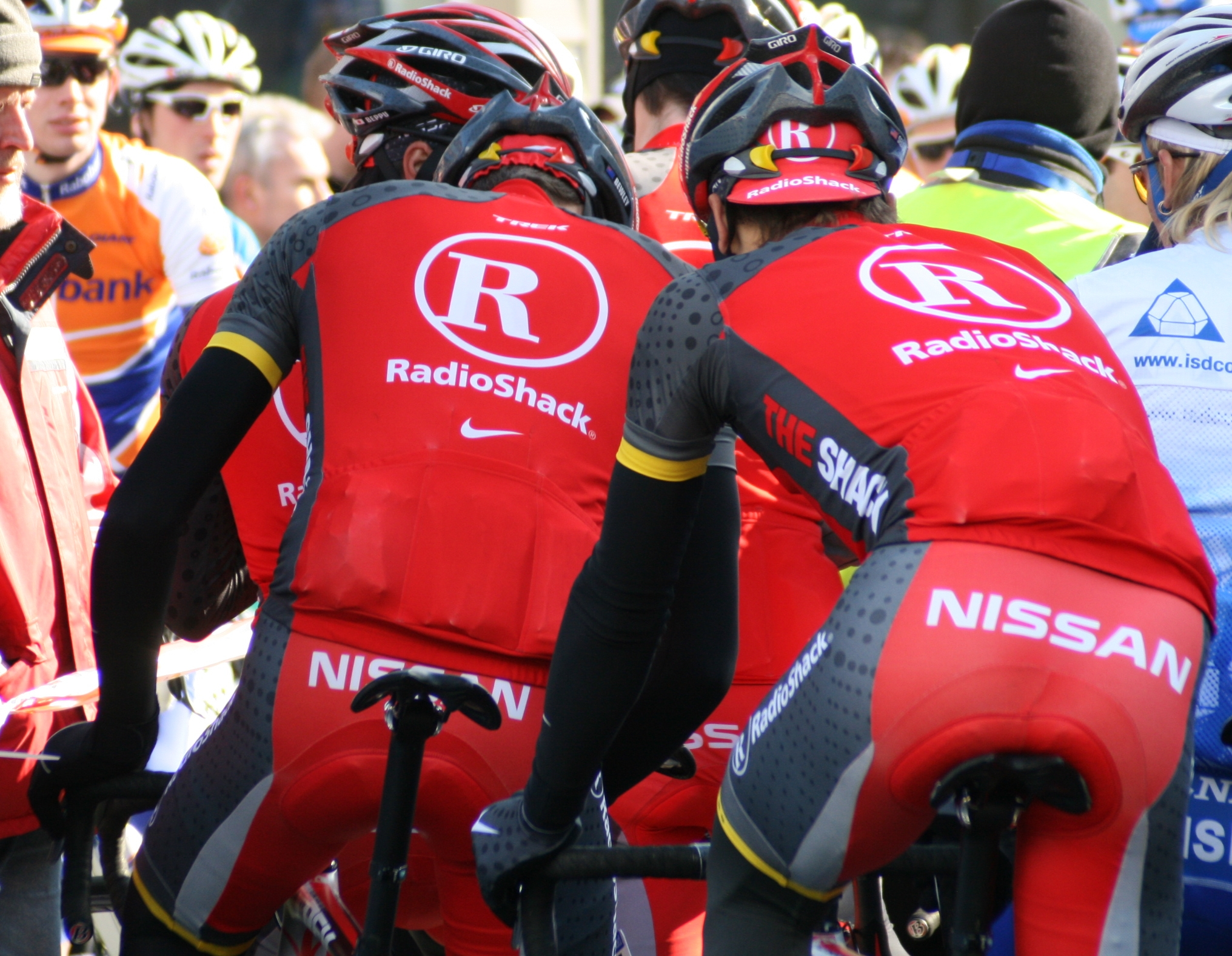
Ciclistas del equipo, con la equipación de 2010.

El patrocinador principal del equipo fue la empresa RadioShack, que daba nombre al equipo. Otro importante patrocinador era el fabricante de automóviles Nissan.
Entre el resto de patrocinadores destacaron compañías como Nike (ropa deportiva), Trek (bicicletas), SRAM (componentes) y Giro (cascos), asociadas a Lance Armstrong y sus proyectos desde años atrás.
Al margen de los patrocinadores, el equipo lució publicidad de Livestrong, la fundación contra el cáncer impulsada por el propio Armstrong.

## Material ciclista
El equipo utilizó equipación de Nike, bicicletas Trek, componentes SRAM y cascos Giro. La formación contaba además con un acuerdo con la compañía Crucial Innovation, desarrolladora del sistema Retul.

## Sede

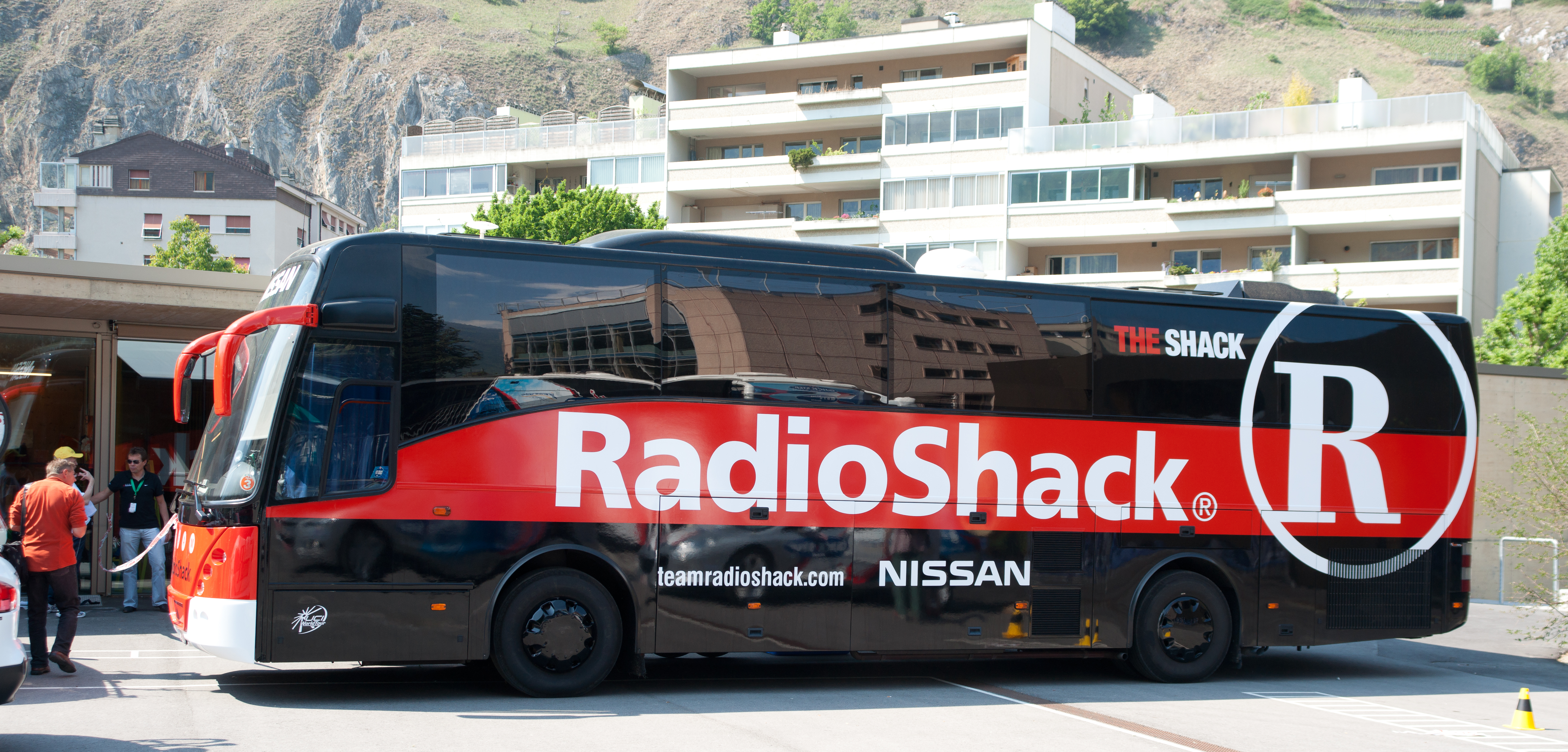
Autobús del equipo.

El equipo tenía su sede en Austin, capital del estado de Texas (Estados Unidos).
La formación contaba asimismo con una base operativa europea en Flandes (Bélgica), oficialmente llamada RadioShack Service Course. Se trataba de la misma sede utilizada años atrás por el US Postal/Discovery Channel también dirigido por el belga Johan Bruyneel. Fue precisamente Bruyneel quien tomó la decisión de instalar allí una sede para sus equipos y para su empresa Johan Bruyneel Management tras haber acudido al lugar a reparar su coche en 1999, ya que por entonces era un concesionario cuyo responsable pasaría a ser trabajador del equipo ciclista como conductor de autobuses.

## Equipación

### 2010: predominio rojo con detalles en gris
| 2010 |  | En 2010, en su primera temporada en el pelotón, la formación lució una equipación eminentemente roja. Tanto el maillot como el culote eran de ese color, con franjas grises en los laterales sobre las que podía leerse el nombre del patrocinador principal: RadioShack. Además de esos laterales grises, el maillot tenía también otros detalles: el símbolo y el nombre del patrocinador (en color blanco) de manera destacada tanto en la parte frontal como en el dorso, así como una parte superior y unas mangas grises en las que podían leerse a diversos patrocinadores secundarios. La parte trasera del culote incluía el nombre de Nissan. Tanto la manga izquierda del maillot como la parte izquierda del culote contaban con un reborde amarillo, símbolo de Livestrong. |

### 2011: maillot rojiblanco y culote negro
| 2011 |  | Para 2011, su segunda y a la postre última temporada en el pelotón, la formación cambió totalmente su equipación. El maillot pasó a ser rojiblanco: sobre una pechera blanca lucía en rojo el logotipo de RadioShack, al tiempo que eran también rojas la parte superior y las mangas (sobre las que figuraba el mismo logo de la pechera, pero en menor tamaño y en color blanco). El culote, de color negro, incluía en sus laterales detalles del patrocinador principal con letras coloreadas en rojo y blanco. Tanto la manga izquierda del maillot como la parte izquierda del culote volvieron a contar con un reborde amarillo, símbolo de Livestrong. |

## Clasificaciones UCI
En los dos años del equipo, integró las clasificaciones del UCI World Ranking 2010 y el UCI World Tour 2011, logrando estas clasificaciones:
| Año  | Clasificación por equipos | Mejor corredor | Posición |
| 2010 | 11º                       | Chris Horner   | 18º      |
| 2011 | 10º                       | Andreas Klöden | 20º      |

## Palmarés destacado
Para el palmarés completo, véase Palmarés del Team RadioShack.
| Grandes Vueltas | 2010                      | 2011          |
| --------------- | ------------------------- | ------------- |
| Giro de Italia  | No participa              | Sin victorias |
| Tour de Francia | 1 etapa (Sérgio Paulinho) | Sin victorias |
| Vuelta a España | No participa              | Sin victorias |

| Carrera                | Victorias generales                     | Victorias de etapa              |
| ---------------------- | --------------------------------------- | ------------------------------- |
| Vuelta al País Vasco   | 2010: Chris Horner 2011: Andreas Klöden | 1 Chris Horner (2010)           |
| Critérium del Dauphiné | 2010: Janez Brajkovič                   | 1 Janez Brajkovič (2010)        |
| Vuelta a Suiza         | 2011: Levi Leipheimer                   | X                               |
| París-Niza             | X                                       | 1 Andreas Klöden (2011)         |
| Volta a Cataluña       | X                                       | 1 Manuel Antonio Cardoso (2011) |
| Eneco Tour             | X                                       | 1 Jesse Sergent (2011)          |

## Principales ciclistas
Para las plantillas del equipo, véase Plantillas del Team RadioShack.
- Lance Armstrong (2010)
- Levi Leipheimer (2010-2011)
- Chris Horner (2010-2011)
- Janez Brajkovič (2010-2011)
- Robbie McEwen (2011)
- Andreas Klöden (2010-2011)